# Hannoverscher Sportverein von 1896 2002-2003
Questa voce raccoglie le informazioni riguardanti l'Hannoverscher Sportverein von 1896 nelle competizioni ufficiali della stagione 2002-2003.

## Stagione
Nella stagione 2002-2003 l'Hannover, allenato da Ralf Rangnick, concluse il campionato di Bundesliga all'11º posto. In Coppa di Germania l'Hannover fu eliminato al secondo turno dal Bayern Monaco.

## Rosa
| N. |                                | Ruolo | Calciatore          |
| -- | ------------------------------ | ----- | ------------------- |
| 1  | Germania (bandiera)            | P     | Jörg Sievers        |
| 2  | Germania (bandiera)            | D     | Carsten Linke       |
| 3  | Polonia (bandiera)             | D     | Dariusz Żuraw       |
| 4  | Senegal (bandiera)             | D     | Dame Diouf          |
| 5  | Germania (bandiera)            | D     | Kai Oswald          |
| 6  | Paesi Bassi (bandiera)         | D     | Marc van Hintum     |
| 7  | Stati Uniti (bandiera)         | A     | Conor Casey         |
| 8  | Albania (bandiera)             | C     | Altin Lala          |
| 9  | Germania (bandiera)            | A     | Daniel Stendel      |
| 10 | Rep. Ceca (bandiera)           | A     | Jiří Štajner        |
| 13 | Germania (bandiera)            | A     | Fredi Bobic         |
| 14 | Rep. Ceca (bandiera)           | A     | Jiří Kaufman        |
| 15 | Germania (bandiera)            | C     | Thorsten Nehrbauer  |
| 16 | Germania (bandiera)            | D     | Markus Schuler      |
| 17 | Serbia e Montenegro (bandiera) | C     | Nebojša Krupniković |

| N. |                        | Ruolo | Calciatore                  |
| -- | ---------------------- | ----- | --------------------------- |
| 18 | Croazia (bandiera)     | C     | Danijel Štefulj             |
| 19 | Romania (bandiera)     | D     | Gheorghe Popescu            |
| 20 | Svizzera (bandiera)    | A     | Blaise N'Kufo               |
| 21 | Stati Uniti (bandiera) | D     | Steve Cherundolo            |
| 22 | Canada (bandiera)      | C     | Julian de Guzmán            |
| 23 | Germania (bandiera)    | P     | Gerhard Tremmel             |
| 24 | Grecia (bandiera)      | D     | Kōnstantinos Kōnstantinidīs |
| 25 | Camerun (bandiera)     | A     | Mohamadou Idrissou          |
| 26 | Germania (bandiera)    | P     | Timo Ochs                   |
| 27 | Spagna (bandiera)      | C     | Jaime                       |
| 30 | Germania (bandiera)    | P     | Daniel Haas                 |
| 35 | Germania (bandiera)    | C     | Björn Lindemann             |
| 36 | Germania (bandiera)    | A     | Aleksandar Kotuljac         |
| 40 | Brasile (bandiera)     | D     | Vinícius                    |

## Organigramma societario
Area tecnica
- Allenatore: Ralf Rangnick
- Allenatore in seconda: Mirko Slomka
- Preparatore dei portieri: Ralf Santelli
- Preparatori atletici: Edward Kowalczuk

## Calciomercato

### Sessione estiva
| Acquisti | Acquisti                    | Acquisti              | Acquisti |
| R.       | Nome                        | da                    | Modalità |
| -------- | --------------------------- | --------------------- | -------- |
| D        | Kōnstantinos Kōnstantinidīs | Hertha Berlino        |          |
| C        | Jaime                       | Deportivo La Coruña   |          |
| C        | José Manuel                 | Deportivo La Coruña   |          |
| A        | Fredi Bobic                 | Bolton                |          |
| C        | Julian de Guzmán            | Saarbrücken           |          |
| C        | Fernando                    | Osasuna               |          |
| D        | Guido Gorges                | Schweinfurt 05        |          |
| P        | Daniel Haas                 | Eintracht Francoforte |          |
| A        | Mohamadou Idrissou          | Wehen Wiesbaden       |          |
| A        | Blaise N'Kufo               | Magonza               |          |
| D        | Kai Oswald                  | Hansa Rostock         |          |
| D        | Markus Schuler              | Magonza               |          |
| A        | Jiří Štajner                | Slovan Liberec        |          |
| P        | Gerhard Tremmel             | Unterhaching          |          |

| Cessioni | Cessioni              | Cessioni         | Cessioni |
| R.       | Nome                  | da               | Modalità |
| -------- | --------------------- | ---------------- | -------- |
| D        | Heiner Backhaus       | Union Berlino    |          |
| A        | Salif Keïta           | Union Berlino    |          |
| C        | Christian Mikolajczak | LR Ahlen         |          |
| A        | Igoris Morinas        | Magonza          |          |
| D        | Marco Rose            | Magonza          |          |
| D        | Oliver Schäfer        | Saarbrücken      |          |
| C        | Jan Šimák             | Bayer Leverkusen |          |
| P        | Carsten Wehlmann      | Amburgo          |          |

### Sessione invernale
| Acquisti | Acquisti | Acquisti | Acquisti |
| R.       | Nome     | da       | Modalità |
| -------- | -------- | -------- | -------- |
| D        | Vinícius | Gama     |          |

| Cessioni | Cessioni        | Cessioni               | Cessioni |
| R.       | Nome            | da                     | Modalità |
| -------- | --------------- | ---------------------- | -------- |
| C        | Fernando        | Córdoba                |          |
| C        | José Manuel     | Poli Ejido             |          |
| D        | Guido Gorges    | Eintracht Braunschweig |          |
| A        | Babacar N'Diaye | St. Pauli              |          |

## Risultati

### Bundesliga

#### Girone di andata
| Arbitro: | Albrecht |

|                         |           |          |
| Albertz 82’ (rig.), 84’ | Marcatori | 6’ Żuraw |

| Arbitro: | Jansen |

|             |           |                                |
| Štajner 28’ | Marcatori | 6’ Borimirov 41’ Max 90’ Lauth |

| Arbitro: | Krug |

|                                 |           |                    |
| Ćirić 16’ (rig.), 36’ Cacau 49’ | Marcatori | 82’ (rig.) N'Diaye |

| Arbitro: | Stark |

|              |           |                                             |
| Idrissou 24’ | Marcatori | 8’ Topić 63’ (aut.) Idrissou 90’ Jungnickel |

| Arbitro: | Keßler |

|             |           |                             |
| Baştürk 11’ | Marcatori | 42’, 80’ Bobic 83’ Idrissou |

| Arbitro: | Merk |

|                     |           |                               |
| Bobic 44’ Linke 73’ | Marcatori | 24’ Fahrenhorst 89’ Tapalović |

| Arbitro: | Fröhlich |

|            |           |                        |
| Wibrån 10’ | Marcatori | 32’ Idrissou 43’ Bobic |

| Arbitro: | Albrecht |

|  |           |                                          |
|  | Marcatori | 42’ (rig.) Frings 63’ Koller 87’ Amoroso |

| Arbitro: | Aust |

|                                            |           |                                                  |
| Krupniković 6’ Idrissou 39’ Bobic 81’, 83’ | Marcatori | 10’ Verlaat 52’ Ailton 60’ Charisteas 67’ Micoud |

| Arbitro: | Koop |

|                          |           |                                          |
| Élber 4’, 80’ Scholl 75’ | Marcatori | 16’ Żuraw 44’ Stendel 83’ (aut.) Kuffour |

| Arbitro: | Jansen |

|                                          |           |              |
| Stendel 23’ Bobic 28’ Kōnstantinidīs 82’ | Marcatori | 76’ Munteanu |

| Arbitro: | Fleischer |

|  |           |           |
|  | Marcatori | 40’ Bobic |

| Arbitro: | Stark |

|  |           |          |
|  | Marcatori | 17’ Goor |

| Arbitro: | Krug |

|                                            |           |  |
| Amanatidīs 35’ Hleb 54’ Štefulj 73’ (aut.) | Marcatori |  |

| Arbitro: | Fandel |

|  |           |                             |
|  | Marcatori | 15’ (rig.) Böhme 19’ Mpenza |

| Arbitro: | Wack |

|          |           |  |
| Demo 15’ | Marcatori |  |

| Hannover 14 dicembre 2002, ore 15:30 CET 17ª giornata | Hannover 96 | 0 – 0 referto | Arminia Bielefeld | AWD-Arena (27 962 spett.)\| Arbitro: \| Sippel \| |
| Arbitro:                                              | Sippel      |               |                   |                                                   |

#### Girone di ritorno
| Arbitro: | Fleischer |

|                        |           |                         |
| Bobic 40’ Idrissou 50’ | Marcatori | 64’ Ujfaluši 78’ Meijer |

| Arbitro: | Kinhöfer |

|  |           |                 |
|  | Marcatori | 27’ Krupniković |

| Arbitro: | Keßler |

|                                   |           |                      |
| Idrissou 9’, 21’, 24’ Štefulj 71’ | Marcatori | 32’ Junior 52’ Ćirić |

| Arbitro: | Wack |

|                                    |           |  |
| Silva 74’ Reghecampf 77’ Topić 82’ | Marcatori |  |

| Arbitro: | Kircher |

|             |           |                      |
| Popescu 14’ | Marcatori | 80’ Schoof 90’ Šimák |

| Arbitro: | Koop |

|                  |           |                       |
| Christiansen 62’ | Marcatori | 5’ Vinícius 36’ Bobic |

| Arbitro: | Steinborn |

|                                           |           |            |
| Bobic 41’ Idrissou 45’ Kōnstantinidīs 66’ | Marcatori | 39’ Meggle |

| Arbitro: | Fröhlich |

|                        |           |  |
| Frings 33’ Leandro 76’ | Marcatori |  |

| Arbitro: | Fandel |

|            |           |                |
| Ailton 10’ | Marcatori | 45’, 76’ Bobic |

| Arbitro: | Krug |

|                          |           |                        |
| Štajner 36’ Vinícius 45’ | Marcatori | 77’ Sagnol 86’ Pizarro |

| Arbitro: | Aust |

|               |           |  |
| Klimowicz 55’ | Marcatori |  |

| Arbitro: | Wagner |

|                           |           |          |
| Krupniković 49’ Bobic 60’ | Marcatori | 11’ Kłos |

| Arbitro: | Sippel |

|                               |           |  |
| Luizão 10’ Paraíba 44’ (rig.) | Marcatori |  |

| Arbitro: | Kinhöfer |

|             |           |                 |
| Kaufman 85’ | Marcatori | 19’, 37’ Dundee |

| Arbitro: | Fleischer |

|  |           |                             |
|  | Marcatori | 60’ Krupniković 73’ Štajner |

| Arbitro: | Krug |

|                             |           |                         |
| Krupniković 10’ Štajner 90’ | Marcatori | 62’ Forssell 66’ Ašanin |

| Arbitro: | Steinborn |

|  |           |           |
|  | Marcatori | 85’ Casey |

### Coppa di Germania
| Arbitro: | Perl |

|                |           |                                |
| Hering 7’, 45’ | Marcatori | 9’ Linke 83’ N'Kufo 98’ Gorges |

| Arbitro: | Kircher |

|                                  |           |                   |
| Salihamidžić 56’ (rig.) Cruz 58’ | Marcatori | 90’ (rig.) N'Kufo |

## Statistiche

### Statistiche di squadra
| Competizione      | Punti | In casa | In casa | In casa | In casa | In casa | In casa | In trasferta | In trasferta | In trasferta | In trasferta | In trasferta | In trasferta | Totale | Totale | Totale | Totale | Totale | Totale | DR  |
| Competizione      | Punti | G       | V       | N       | P       | Gf      | Gs      | G            | V            | N            | P            | Gf           | Gs           | G      | V      | N      | P      | Gf     | Gs     | DR  |
| ----------------- | ----- | ------- | ------- | ------- | ------- | ------- | ------- | ------------ | ------------ | ------------ | ------------ | ------------ | ------------ | ------ | ------ | ------ | ------ | ------ | ------ | --- |
| Bundesliga        | 43    | 17      | 4       | 6       | 7       | 28      | 33      | 17           | 8            | 1            | 8            | 19           | 24           | 34     | 12     | 7      | 15     | 47     | 57     | -10 |
| Coppa di Germania | -     | 0       | 0       | 0       | 0       | 0       | 0       | 2            | 1            | 0            | 1            | 4            | 4            | 2      | 1      | 0      | 1      | 4      | 4      | 0   |
| Totale            | 43    | 17      | 4       | 6       | 7       | 28      | 33      | 19           | 9            | 1            | 9            | 23           | 28           | 36     | 13     | 7      | 16     | 51     | 61     | -10 |

### Andamento in campionato
| Giornata  | 1  | 2  | 3  | 4  | 5  | 6  | 7  | 8  | 9  | 10 | 11 | 12 | 13 | 14 | 15 | 16 | 17 | 18 | 19 | 20 | 21 | 22 | 23 | 24 | 25 | 26 | 27 | 28 | 29 | 30 | 31 | 32 | 33 | 34 |
| --------- | -- | -- | -- | -- | -- | -- | -- | -- | -- | -- | -- | -- | -- | -- | -- | -- | -- | -- | -- | -- | -- | -- | -- | -- | -- | -- | -- | -- | -- | -- | -- | -- | -- | -- |
| Luogo     | T  | C  | T  | C  | T  | C  | T  | C  | C  | T  | C  | T  | C  | T  | C  | T  | C  | C  | T  | C  | T  | C  | T  | C  | T  | T  | C  | T  | C  | T  | C  | T  | C  | T  |
| Risultato | P  | P  | P  | P  | V  | N  | V  | P  | N  | N  | V  | V  | P  | P  | P  | P  | N  | N  | V  | V  | P  | P  | V  | V  | P  | V  | N  | P  | V  | P  | P  | V  | N  | V  |
| Posizione | 14 | 17 | 18 | 18 | 16 | 16 | 16 | 16 | 16 | 16 | 15 | 13 | 15 | 15 | 16 | 16 | 16 | 16 | 16 | 13 | 14 | 15 | 14 | 11 | 13 | 10 | 11 | 13 | 10 | 13 | 14 | 12 | 13 | 11 |

Legenda:

Luogo: C = Casa; T = Trasferta. Risultato: V = Vittoria; N = Pareggio; P = Sconfitta.

### Statistiche dei giocatori
| Giocatore         | Bundesliga | Bundesliga | Bundesliga  | Bundesliga | Coppa di Germania | Coppa di Germania | Coppa di Germania | Coppa di Germania | Totale   | Totale | Totale      | Totale     |
| Giocatore         | Presenze   | Reti       | Ammonizioni | Espulsioni | Presenze          | Reti              | Ammonizioni       | Espulsioni        | Presenze | Reti   | Ammonizioni | Espulsioni |
| ----------------- | ---------- | ---------- | ----------- | ---------- | ----------------- | ----------------- | ----------------- | ----------------- | -------- | ------ | ----------- | ---------- |
| F. Bobic          | 27         | 14         | 5           | 1          | 0                 | 0                 | 0                 | 0                 | 27       | 14     | 5           | 1          |
| C. Casey          | 4          | 1          | 0           | 0          | 0                 | 0                 | 0                 | 0                 | 4        | 1      | 0           | 0          |
| S. Cherundolo     | 33         | 0          | 8           | 0          | 1                 | 0                 | 1                 | 0                 | 34       | 0      | 9           | 0          |
| D. Diouf          | 6          | 0          | 1           | 1          | 0                 | 0                 | 0                 | 0                 | 6        | 0      | 1           | 1          |
| F. Fernando       | 2          | 0          | 1           | 0          | 0                 | 0                 | 0                 | 0                 | 2        | 0      | 1           | 0          |
| G. Gorges         | 1          | 0          | 0           | 0          | 1                 | 1                 | 0                 | 0                 | 2        | 1      | 0           | 0          |
| D. Haas           | 0          | 0          | 0           | 0          | 0                 | 0                 | 0                 | 0                 | 0        | 0      | 0           | 0          |
| M. Idrissou       | 30         | 9          | 4           | 0          | 1                 | 0                 | 0                 | 0                 | 31       | 9      | 4           | 0          |
| J. Jaime          | 22         | 0          | 7           | 0          | 1                 | 0                 | 0                 | 0                 | 23       | 0      | 7           | 0          |
| J. Kaufman        | 12         | 1          | 0           | 0          | 0                 | 0                 | 0                 | 0                 | 12       | 1      | 0           | 0          |
| K. Kōnstantinidīs | 21         | 2          | 5           | 0          | 1                 | 0                 | 0                 | 0                 | 22       | 2      | 5           | 0          |
| A. Kotuljac       | 0          | 0          | 0           | 0          | 0                 | 0                 | 0                 | 0                 | 0        | 0      | 0           | 0          |
| N. Krupniković    | 32         | 5          | 6           | 0          | 2                 | 0                 | 0                 | 0                 | 34       | 5      | 6           | 0          |
| A. Lala           | 32         | 0          | 9           | 0          | 2                 | 0                 | 0                 | 0                 | 34       | 0      | 9           | 0          |
| B. Lindemann      | 0          | 0          | 0           | 0          | 0                 | 0                 | 0                 | 0                 | 0        | 0      | 0           | 0          |
| C. Linke          | 15         | 1          | 3           | 0          | 1                 | 1                 | 0                 | 0                 | 16       | 2      | 3           | 0          |
| J. Manuel         | 1          | 0          | 0           | 0          | 0                 | 0                 | 0                 | 0                 | 1        | 0      | 0           | 0          |
| B. N'Diaye        | 5          | 1          | 0           | 0          | 1                 | 0                 | 0                 | 0                 | 6        | 1      | 0           | 0          |
| B. N'Kufo         | 9          | 0          | 1           | 0          | 2                 | 2                 | 0                 | 0                 | 11       | 2      | 1           | 0          |
| T. Nehrbauer      | 2          | 0          | 0           | 0          | 0                 | 0                 | 0                 | 0                 | 2        | 0      | 0           | 0          |
| T. Ochs           | 0          | 0          | 0           | 0          | 0                 | 0                 | 0                 | 0                 | 0        | 0      | 0           | 0          |
| K. Oswald         | 2          | 0          | 1           | 0          | 1                 | 0                 | 0                 | 0                 | 3        | 0      | 1           | 0          |
| G. Popescu        | 14         | 1          | 4           | 0          | 0                 | 0                 | 0                 | 0                 | 14       | 1      | 4           | 0          |
| M. Schuler        | 20         | 0          | 3           | 0          | 2                 | 0                 | 1                 | 0                 | 22       | 0      | 4           | 0          |
| J. Sievers        | 17         | 0          | 3           | 0          | 2                 | 0                 | 0                 | 0                 | 19       | 0      | 3           | 0          |
| D. Stendel        | 31         | 2          | 1           | 0          | 2                 | 0                 | 0                 | 0                 | 33       | 2      | 1           | 0          |
| G. Tremmel        | 18         | 0          | 0           | 0          | 0                 | 0                 | 0                 | 0                 | 18       | 0      | 0           | 0          |
| V. Vinícius       | 17         | 2          | 1           | 0          | 0                 | 0                 | 0                 | 0                 | 17       | 2      | 1           | 0          |
| J. de Guzmán      | 18         | 0          | 2           | 0          | 2                 | 0                 | 0                 | 0                 | 20       | 0      | 2           | 0          |
| M. van Hintum     | 10         | 0          | 5           | 1          | 0                 | 0                 | 0                 | 0                 | 10       | 0      | 5           | 1          |
| J. Štajner        | 32         | 4          | 2           | 0          | 2                 | 0                 | 1                 | 0                 | 34       | 4      | 3           | 0          |
| D. Štefulj        | 22         | 1          | 3           | 0          | 2                 | 0                 | 0                 | 0                 | 24       | 1      | 3           | 0          |
| D. Żuraw          | 14         | 2          | 2           | 0          | 2                 | 0                 | 0                 | 0                 | 16       | 2      | 2           | 0          |